# Regeringen Gerhardsen II
Regeringen Gerhardsen II var en norsk regering som satt från 5 november 1945 till 19 november 1951. Det var en ren Arbeiderparti-regering. Statsminister var Einar Gerhardsen och utrikesminister Trygve Lie (1945-46) och Halvard Lange (1946-1951).